# Осма косовско-метохијска бригада
Осма косовско-метохијска бригада НОВЈ формирана је 20. децембра 1944. године у Истоку, код Пећи од дотадашњег Источког партизанског одреда и нових бораца. Имала је 4 батаљона са око 2.000 бораца.
Учествовала је у чишћењу терена Косова и Метохије од остатака балистичких јединица.